# Liste der denkmalgeschützten Objekte in Stadl-Predlitz
Die Liste der denkmalgeschützten Objekte in Stadl-Predlitz enthält die 19 denkmalgeschützten, unbeweglichen Objekte der österreichischen Gemeinde Stadl-Predlitz im steirischen Bezirk Murau.

## Denkmäler
| Foto |                 | Denkmal | Standort                                  | Beschreibung | Metadaten |
| ---- | --------------- | --- | ----------------------------------------- | --- | --- |
| ja   | Datei hochladen | Eisenbahnbrücke HERIS-ID: 102044 Objekt-ID: 118400                                                                      | östlich Eben 5 Standort KG: Predlitz      | | BDA-Hist.: Q37789755 Status: § 2a Stand der BDA-Liste: 2025-06-30 Name: Eisenbahnbrücke GstNr.: 1507, 1501/3, 1501/2                                                                                    |
| ja   | Datei hochladen | Watschallerkapelle mit Resten einer Wehrmauer HERIS-ID: 101985 Objekt-ID: 118335                                        | bei Pirning 37 Standort KG: Predlitz      | Die Watschallerkapelle wurde auf einer Erhöhung östlich des Ortes im Jahre 1838 erbaut. Sie hat einen kräftigen Ostturm mit einem achtseitigen Spitzhelm. Der Hochaltar wurde 1746 bis 1747 vom Tischler Joseph Mogg und vom Bildhauer Johann Pult gestaltet, er stammt aus der Pfarrkirche von Stadl und wurde 1903 hierher übertragen. Die Seitenaltäre stammen aus dem Jahr 1604 beziehungsweise aus der 2. Hälfte des 18. Jahrhunderts. | BDA-Hist.: Q37789565 Status: Bescheid Stand der BDA-Liste: 2025-06-30 Name: Watschallerkapelle mit Resten einer Wehrmauer GstNr.: 159/1 Watschallerkapelle mit Resten einer Wehrmauer, Predlitz-Turrach |
| ja   | Datei hochladen | Kath. Pfarrkirche hll. Primus und Felizian mit ehem Friedhofsfläche HERIS-ID: 51739 Objekt-ID: 57488                    | Predlitz Standort KG: Predlitz            | Der im östlichen Bereich des Langhauses romanische Kirchenbau mit einem gotischen Chor teils barockisiert trägt am östlichen Ende des Satteldaches des Langhauses einen hölzernen Dachreiter mit einem Zwiebelhelm. | BDA-Hist.: Q38047278 Status: § 2a Stand der BDA-Liste: 2025-06-30 Name: Kath. Pfarrkirche hll. Primus und Felizian mit ehem Friedhofsfläche GstNr.: 269/4 Pfarrkirche Predlitz                          |
| ja   | Datei hochladen | Messkapelle zur Unbefleckten Empfängnis HERIS-ID: 101981 Objekt-ID: 118331                                              | bei Predlitz 83 Standort KG: Predlitz     | | BDA-Hist.: Q37789551 Status: § 2a Stand der BDA-Liste: 2025-06-30 Name: Messkapelle zur Unbefleckten Empfängnis GstNr.: .510 Predlitz - Messkapelle                                                     |
| ja   | Datei hochladen | Kath. Pfarrkirche hl. Joseph mit Kirchhof HERIS-ID: 51926 Objekt-ID: 57754                                              | Turrach Standort KG: Predlitz             | → Hauptartikel : Pfarrkirche Turrach f1 | BDA-Hist.: Q38048161 Status: § 2a Stand der BDA-Liste: 2025-06-30 Name: Kath. Pfarrkirche hl. Joseph mit Kirchhof GstNr.: .290, 1185 Pfarrkirche Turrach                                                |
| ja   | Datei hochladen | Ehem. Mühle und Schmiede HERIS-ID: 101955 Objekt-ID: 118305                                                             | Turrach 4 Standort KG: Predlitz           | | BDA-Hist.: Q37789502 Status: Bescheid Stand der BDA-Liste: 2025-06-30 Name: Ehem. Mühle und Schmiede GstNr.: 1183/3                                                                                     |
| ja   | Datei hochladen | Pfarrhof HERIS-ID: 38940 Objekt-ID: 38576                                                                               | Turrach 5 Standort KG: Predlitz           | Der Pfarrhof wurde 1728 erbaut. Walmdach, Putzpilaster und stuckgerahmtes Marienbild. | BDA-Hist.: Q37985675 Status: Bescheid Stand der BDA-Liste: 2025-06-30 Name: Pfarrhof GstNr.: 1175 |
| ja   | Datei hochladen | Erzröste HERIS-ID: 60024 Objekt-ID: 71810                                                                               | Turrach 14 Standort KG: Predlitz          | | BDA-Hist.: Q38089766 Status: Bescheid Stand der BDA-Liste: 2025-06-30 Name: Erzröste GstNr.: 1172/2 |
| ja   | Datei hochladen | Czernikapelle HERIS-ID: 101969 Objekt-ID: 118319                                                                        | bei Turrach 21 Standort KG: Predlitz      | Die Kapelle mit Schmerzensmann, Maria und Judas Thaddäus stammt aus der 1. Hälfte des 18. Jahrhunderts. | BDA-Hist.: Q37789515 Status: § 2a Stand der BDA-Liste: 2025-06-30 Name: Czernikapelle GstNr.: 1522 |
| ja   | Datei hochladen | Wasserrad einer ehem. Getreidemühle HERIS-ID: 59674 Objekt-ID: 71172                                                    | bei Turrach 24 Standort KG: Predlitz      | | BDA-Hist.: Q38088246 Status: Bescheid Stand der BDA-Liste: 2025-06-30 Name: Wasserrad einer ehem. Getreidemühle GstNr.: 1480/2                                                                          |
| ja   | Datei hochladen | Schwanzhammer samt Wasserrad HERIS-ID: 58678 Objekt-ID: 69450                                                           | bei Turrach 24 Standort KG: Predlitz      | | BDA-Hist.: Q38084356 Status: Bescheid Stand der BDA-Liste: 2025-06-30 Name: Schwanzhammer samt Wasserrad GstNr.: 1480/2                                                                                 |
| ja   | Datei hochladen | Pfarrhof HERIS-ID: 51888 Objekt-ID: 57703                                                                               | Stadl an der Mur 1 Standort KG: Stadl     | | BDA-Hist.: Q38048054 Status: § 2a Stand der BDA-Liste: 2025-06-30 Name: Pfarrhof GstNr.: 10 Pfarrhof Stadl an der Mur                                                                                   |
| ja   | Datei hochladen | Kath. Pfarrkirche hl. Johannes der Täufer mit Kirchhof HERIS-ID: 51889 Objekt-ID: 57704                                 | bei Stadl an der Mur 1 Standort KG: Stadl | → Hauptartikel : Pfarrkirche Stadl an der Mur f1 | BDA-Hist.: Q38048058 Status: § 2a Stand der BDA-Liste: 2025-06-30 Name: Kath. Pfarrkirche hl. Johannes der Täufer mit Kirchhof GstNr.: .125 Pfarrkirche hl. Johannes der Täufer, Stadl an der Mur       |
| ja   | Datei hochladen | Überdachter Stiegenaufgang HERIS-ID: 101840 Objekt-ID: 118187                                                           | bei Stadl an der Mur 1 Standort KG: Stadl | | BDA-Hist.: Q37789146 Status: § 2a Stand der BDA-Liste: 2025-06-30 Name: Überdachter Stiegenaufgang GstNr.: 2141/4, .125 Pfarrkirche hl. Johannes der Täufer, Stadl an der Mur                           |
| ja   | Datei hochladen | Römischer Meilenstein HERIS-ID: 101841 Objekt-ID: 118188                                                                | bei Stadl an der Mur 1 Standort KG: Stadl | Der römische Meilenstein aus dem 3. Jahrhundert ist im Kirchhof aufgemauert. | BDA-Hist.: Q37789155 Status: § 2a Stand der BDA-Liste: 2025-06-30 Name: Römischer Meilenstein GstNr.: .125                                                                                              |
| ja   | Datei hochladen | Sog. Pesthäusl HERIS-ID: 101843 Objekt-ID: 118190                                                                       | bei Stadl an der Mur 1 Standort KG: Stadl | | BDA-Hist.: Q37789172 Status: § 2a Stand der BDA-Liste: 2025-06-30 Name: Sog. Pesthäusl GstNr.: 10 Pesthäusl, Stadl an der Mur                                                                           |
| ja   | Datei hochladen | Schloss Goppelsbach HERIS-ID: 101853 Objekt-ID: 118200seit 2019                                                         | Stadl an der Mur 17 Standort KG: Stadl    | Das Schloss liegt nordwestlich von Stadl auf einer leichten Anhöhe. Es wurde ab 1587 von Seifried von Moßheim erbaut und von 1938 bis 1941 erneuert. Der einfache dreigeschoßige Renaissancebau hat einen vorspringenden zweiachsigen Mittelrisalit mit einem Rustikaportal und gekuppelten Rundbogenfenstern und ist mit einem Walmdach gedeckt. Der Turm ist neu. Pfeilerarkaden im Erdgeschoß und Säulenarkaden im ersten Obergeschoß zieren den westlichen Teil der Rückseite. Zwei Zwergenfiguren aus Stein stammen aus dem 18. Jahrhundert. | BDA-Hist.: Q105543074 Status: Bescheid Stand der BDA-Liste: 2025-06-30 Name: Schloss Goppelsbach GstNr.: .355 Schloss Goppelsbach, Stadl an der Mur                                                     |
| ja   | Datei hochladen | Wohn- und Geschäftshaus, ehem. Kindergarten (eingeschränkt auf die Außenerscheinung) HERIS-ID: 101907 Objekt-ID: 118255 | Stadl an der Mur 23 Standort KG: Stadl    | | BDA-Hist.: Q37789334 Status: § 2a Stand der BDA-Liste: 2025-06-30 Name: Wohn- und Geschäftshaus, ehem. Kindergarten (eingeschränkt auf die Außenerscheinung) GstNr.: 744/5, .49/2                       |
| ja   | Datei hochladen | Aufnahmsgebäude Stadl an der Mur HERIS-ID: 101894 Objekt-ID: 118241                                                     | Stadl an der Mur 32 Standort KG: Stadl    | | BDA-Hist.: Q37789256 Status: § 2a Stand der BDA-Liste: 2025-06-30 Name: Aufnahmsgebäude Stadl an der Mur GstNr.: .631 Bahnhof Stadl an der Mur                                                          |

## Ehemalige Denkmäler
| Foto |                 | Denkmal                                    | Standort                     | Beschreibung | Metadaten |
| ---- | --------------- | ------------------------------------------ | ---------------------------- | ------------ | --- |
| ja   | Datei hochladen | Altes Schmiedhaus Objekt-ID: 56565bis 2013 | Einach 3 Standort KG: Einach |              | BDA-Hist.: Q106824674 Status: § 2a Stand der BDA-Liste: 2013-06-28 Name: Altes Schmiedhaus GstNr.: .82, 741/1, 798/5 |